# Toxorhina westralis
Toxorhina westralis là một loài ruồi trong họ Limoniidae. Chúng phân bố ở miền Australasia.